# UCI Africa Tour 2021
El UCI Africa Tour 2021 fue la decimoséptima edición del calendario ciclístico internacional africano. Se inició el 18 de noviembre de 2020 en Camerún, con el Gran Premio de Chantal Biya y finalizó el 10 de octubre de 2021 con la misma prueba. Se disputaron 4 competencias, otorgando puntos a los primeros clasificados de las etapas y a la clasificación final.

## Equipos
Los equipos que podían participar en las diferentes carreras dependía de la categoría de las mismas. Los equipos UCI WorldTeam y UCI ProTeam, tenían cupo limitado para competir de acuerdo al año correspondiente establecido por la UCI, los equipos Continentales y selecciones nacionales no tenían restricciones de participación:
| Categoría      | Categoría                       | Equipos                                                                                    |
| -------------- | ------------------------------- | ------------------------------------------------------------------------------------------ |
| .1             | 1.1 (Carrera de un día)         | * UCI WorldTeam (max 50%) * UCI ProTeam * Continentales * Selecciones nacionales           |
| .1             | 2.1 (Carrera de varios días)    | * UCI WorldTeam (max 50%) * UCI ProTeam * Continentales * Selecciones nacionales           |
| .2             | 1.2 (Carrera de un día)         | * UCI ProTeam * Continentales * Selecciones nacionales * Selecciones regionales * Amateurs |
| .2             | 2.2 (Carrera de varios días)    | * UCI ProTeam * Continentales * Selecciones nacionales * Selecciones regionales * Amateurs |
| .Ncup (sub-23) | 1.Ncup (Carrera de un día)      | * Selecciones nacionales * Selecciones mixtas                                              |
| .Ncup (sub-23) | 2.Ncup (Carrera de varios días) | * Selecciones nacionales * Selecciones mixtas                                              |

## Calendario
Las siguientes son las carreras que compusieron el calendario UCI Africa Tour para la temporada 2021 aprobado por la UCI.
| UCI Africa Tour 2021    | UCI Africa Tour 2021 | UCI Africa Tour 2021        | UCI Africa Tour 2021 | UCI Africa Tour 2021 |
| Fecha                   | País                 | Carrera                     | Ganador              |                      |
| ----------------------- | -------------------- | --------------------------- | -------------------- | -------------------- |
| 18 – 22 de noviembre    | Camerún              | Gran Premio de Chantal Biya | Moïse Mugisha        |                      |
| 2 – 9 de mayo           | Ruanda               | Tour de Ruanda              | Cristián Rodríguez   |                      |
| 29 de mayo – 6 de junio | Camerún              | Tour de Camerún             | Clovis Kamzong       |                      |
| 6 – 10 de octubre       | Camerún              | Gran Premio de Chantal Biya | Lukáš Kubiš          |                      |

## Clasificaciones finales
- Nota: Las clasificaciones finales fueron:[4][5]

### Individual
| Posición | Corredor        | Equipo                             | Puntos |
| -------- | --------------- | ---------------------------------- | ------ |
| 1.º      | Biniam Girmay   | Intermarché-Wanty-Gobert Matériaux | 746    |
| 2.º      | Ryan Gibbons    | UAE Emirates                       | 730,66 |
| 3.º      | Kent Main       | ProTouch                           | 329,66 |
| 4.º      | Merhawi Kudus   | Astana-Premier Tech                | 293    |
| 5.º      | Azzedine Lagab  | Bike Aid                           | 229    |
| 6.º      | Nassim Saidi    |                                    | 228    |
| 7.º      | Metkel Eyob     | Terengganu                         | 218    |
| 8.º      | Daryl Impey     | Israel Start-Up Nation             | 206    |
| 9.º      | Louis Meintjes  | Intermarché-Wanty-Gobert Matériaux | 185    |
| 10.º     | Youcef Reguigui |                                    | 178    |

| Posiciones 11.º al 20.º | Posiciones 11.º al 20.º     | Posiciones 11.º al 20.º     | Posiciones 11.º al 20.º |
| ----------------------- | --------------------------- | --------------------------- | ----------------------- |
| 11.º                    | Reinardt Janse van Rensburg | Qhubeka NextHash            | 171                     |
| 12.º                    | Tsgabu Grmay                | BikeExchange                | 169,33                  |
| 13.º                    | Stefan de Bod               | Astana-Premier Tech         | 141                     |
| 14.º                    | Natnael Tesfatsion          | Androni Giocattoli-Sidermec | 131                     |
| 15.º                    | Marc Oliver Pritzen         | Qhubeka                     | 125                     |
| 16.º                    | Dawit Yemane                | Bike Aid                    | 120                     |
| 17.º                    | Amanuel Ghebreigzabhier     | Trek-Segafredo              | 108                     |
| 18.º                    | Moise Mugisha               | ProTouch                    | 107,66                  |
| 19.º                    | Paul Daumont                |                             | 102                     |
| 20.º                    | Willie Smit                 | Burgos-BH                   | 95                      |

### Equipos
| Posición | Equipo                      | Puntos |
| -------- | --------------------------- | ------ |
| 1.º      | ProTouch                    | 459,32 |
| 2.º      | SKOL Adrien Cycling Academy | 156,65 |
| 3.º      | Sidi Ali-Kinetik Sports     | 108    |
| 4.º      | Benediction Ignite          | 86     |

### Países
| Posición | País      | Puntos  |
| -------- | --------- | ------- |
| 1.º      | Sudáfrica | 1983,32 |
| 2.°      | Eritrea   | 1774    |
| 3.º      | Argelia   | 826     |
| 4.º      | Ruanda    | 322,31  |
| 5.º      | Namibia   | 315     |

### Países sub-23
| Posición | País         | Puntos |
| -------- | ------------ | ------ |
| 1.º      | Eritrea      | 1121   |
| 2.º      | Sudáfrica    | 304    |
| 3.º      | Namibia      | 188    |
| 4.º      | Burkina Faso | 182    |
| 5.º      | Argelia      | 165    |

## Evolución de las clasificaciones
| Fecha            | Clasificación individual | Clasificación por equipos | Clasificación por países | Clasificación por países sub-23 |
| ---------------- | ------------------------ | ------------------------- | ------------------------ | ------------------------------- |
| 31 de enero      | Daryl Impey              |                           | Sudáfrica                | Eritrea                         |
| 28 de febrero    | Biniam Girmay            | Benediction Ignite        | Eritrea                  | Eritrea                         |
| 31 de marzo      | Ryan Gibbons             | ProTouch                  | Sudáfrica                | Eritrea                         |
| 30 de abril      | Ryan Gibbons             | ProTouch                  | Sudáfrica                | Eritrea                         |
| 31 de mayo       | Ryan Gibbons             | ProTouch                  | Sudáfrica                | Eritrea                         |
| 30 de junio      | Ryan Gibbons             | ProTouch                  | Sudáfrica                | Eritrea                         |
| 31 de julio      | Ryan Gibbons             | ProTouch                  | Sudáfrica                | Eritrea                         |
| 31 de agosto     | Ryan Gibbons             | ProTouch                  | Sudáfrica                | Eritrea                         |
| 30 de septiembre | Ryan Gibbons             | ProTouch                  | Sudáfrica                | Eritrea                         |
| 31 de octubre    | Biniam Girmay            | ProTouch                  | Sudáfrica                | Eritrea                         |
| Final            | Biniam Girmay            | ProTouch                  | Sudáfrica                | Eritrea                         |